# Cataphrodisium latemaculatum
Cataphrodisium latemaculatum är en skalbaggsart som först beskrevs av Maurice Pic 1902.  Cataphrodisium latemaculatum ingår i släktet Cataphrodisium och familjen långhorningar. Inga underarter finns listade.